# Clan - Scegli il tuo destino
Clan - Scegli il tuo destino è una serie televisiva italiana diretta da Daniele Barbiero, trasmessa in prima visione su RaiPlay dal 23 maggio 2024.
Basata sul romanzo O Maé - Storia di Judo e di camorra di Luigi Garlando, a sua volta ispirato alla storia vera della palestra di Gianni Maddaloni a Scampia (Napoli).

## Trama
Francesco Esposito è un ragazzo di 15 anni, chiamato ‘o Vesuvio nato nel quartiere di Scampia e figlio di un boss latitante, una madre poco presente e con un fratello maggiore che viene soprannominato Ninja, che appartiene alla camorra del boss Tony Hollywood. Francesco si unisce alla palestra di Judo di Gianni Maddaloni, grazie al quale il ragazzo impara la disciplina e il rispetto nei confronti dell'avversario, instaurando rapporti di amicizia con i compagni della palestra.

## Episodi
| Stagione         |  | Episodi | Prima TV |
| ---------------- |  | ------- | -------- |
| Prima stagione   |  | 10      | 2024     |
| Seconda stagione |  | 10      | 2025     |

## Colonna sonora
La colonna sonora della serie è realizzata da Diego Guarnieri, con canzoni scritte e interpretate dagli artisti Gyuse, Shar, Tauri, Terso, Rayo e Dauria e prodotte da Ennio Mirra, in particolare la sigla di apertura "'E guagliun d'o Clan!", scritta ed interpretata da Gyuse e Shar.